# Taiohae
Taiohae (Taiohai) ist der Hauptort in der französischen Gemeinde Nuku Hiva in Französisch-Polynesien, auf dem Archipel der Marquesas. Der Ort liegt am Rande eines alten Vulkankraters, der eingestürzt und teilweise mit Meerwasser gefüllt ist, so dass ein großer Hafen entsteht, die Taioha'e Bay (Taiohae-Bucht, früher: Port Anna Maria). Der Ort hat ca. 1.600 Einwohner (2007: 1.900 EW).

## Verwaltung
Taoihae ist auch eine der drei Teilgemeinden der Gemeinde Nuku Hiva. Sie nimmt den südwestlichen Teil der Insel Nuku Hiva ein. Darüber hinaus gehören auch nordwestlich von Nuku Hiva gelegenen unbewohnten Inseln Motu Iti, Eiao, Hatutu und Motu One dazu. Die Teilgemeinde hat eine Fläche von 201,6 km².

## Geographie
Der Ort liegt an der Südküste der Insel Nuku Hiva, eingerahmt von den bewaldeten Bergen des alten Vulkankraters. Eine einzige Verbindungsstraße führt nach Norden zum Nuku Hiva Airport (Route de l'Aéroport). Nach dem Hügelkamm des Kraters gibt es eine Abzweigung zu den anderen Ortschaften der Insel, zu Taipivai und Ho'oumi an der Comptroller Bay im Nordosten und Hatiheu mit Anaho, sowie Aakapa an der Nordküste.
Das Verwaltungszentrum der Marquesas verfügt über eine moderne Infrastruktur mit Verwaltungsgebäuden, Gendarmeriestation, Post, Krankenhaus, Schulen, Banken und einigen kleineren Einkaufsmärkten.
Es bestehen Fährverbindungen nach Aranui (Christchurch) in Neuseeland.
Der Flughafen Nuku Hiva im Nordwesten der Insel wird von lokalen Fluglinien Polynesiens angeflogen.
Die Berge rund um die Taiohae-Bucht steigen direkt auf Höhen zwischen 450 m und 864 m (Mont Muake) an.

## Religion & Kultur
Die moderne Kirche Notre Dame in Taiohae ist Sitz des katholischen Bistums Taiohae o Tefenuaenata. Die Kathedrale ist aus verschiedenfarbigen Steinen von sechs Marquesas-Inseln erbaut. Die Skulpturen im Kircheninnern zeigen den hohen Stand der Schnitzkunst auf den Marquesas.
Am Ostrand des Dorfes wurden von heimischen Künstlern traditionelle Hütten und Zeremonialplattformen mit Tikis für das Marquesas-Festival 1999 nachgebildet.